# Michael Senft
Michael Senft, né le 28 septembre 1972 à Bad Kreuznach, est un céiste allemand pratiquant le slalom.

## Palmarès

### Jeux olympiques
- Médaille de bronze aux Jeux olympiques de 1996 à Atlanta en C2[1].